# Monetae cudendae ratio

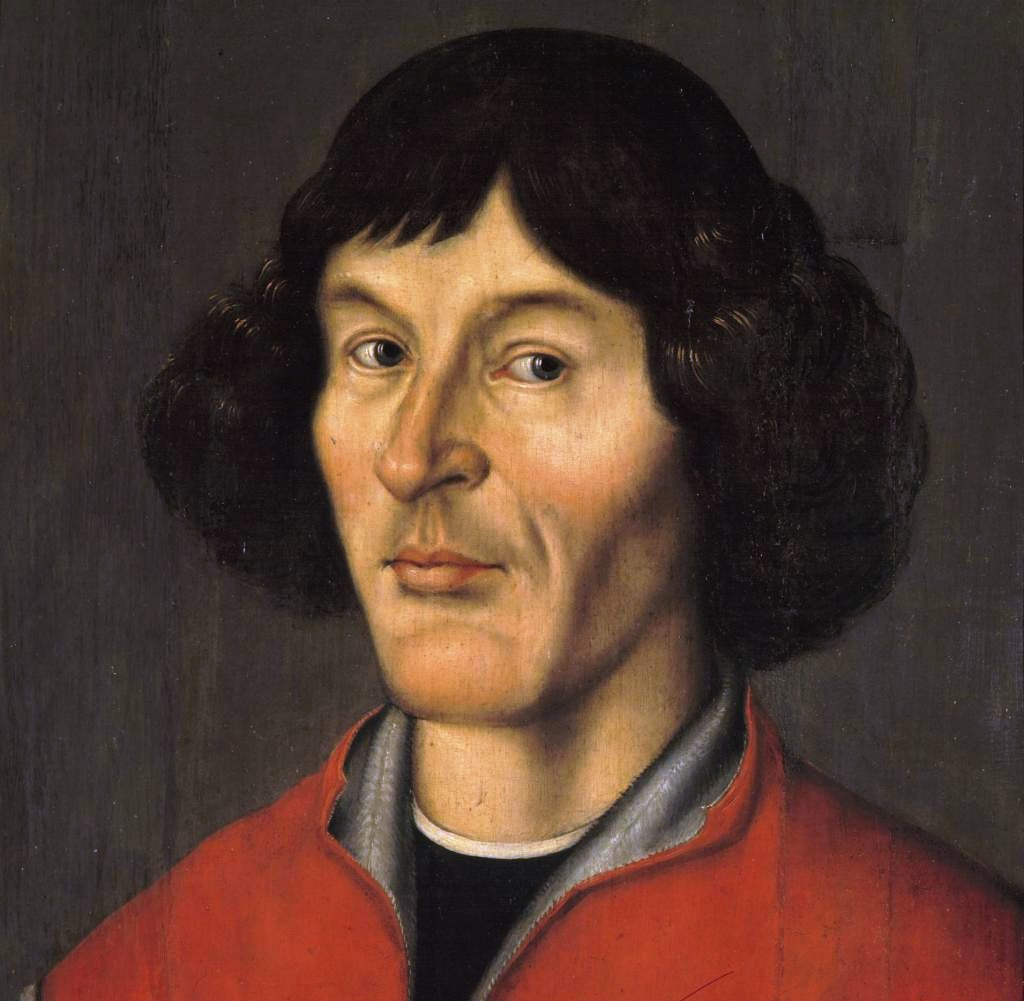
Nicolau Copérnico

"Monetae cudendae ratio" (também escrito "Monetæ cudendæ ratio"; inglês:"On the Minting of Coin" ou "On the Striking of Coin"; português:"Sistema de cunhagem de moedas") é um artigo sobre cunhagem de Nicolau Copérnico (polonês: Mikolaj Kopernik). Foi escrito em 1526 a pedido de Sigismundo I, o Velho, Rei da Polônia.

## História
O primeiro rascunho de seu ensaio de Copérnico em 1517 foi intitulado "De aestimatione monetae" ("Sobre o valor da moeda"). Ele revisou suas notas originais, enquanto estava em Olsztyn em 1519, como "Tractatus de monetis" ("Tratado sobre Moeda") e "Modus cudendi monetam" ("O Caminho para cunhar Moedas"). Ele fez disso a base de um relatório que apresentou ao Conselho Prussiano em Grudziądz em 1522; O amigo de Copérnico, Tiedemann Giese, acompanhou-o na viagem a Graudenz. Para a Prússia de 1528, Copérnico escreveu uma versão ampliada deste artigo, "Monetae cudendae ratio", estabelecendo uma teoria geral do dinheiro.
No artigo, Copérnico postulou o princípio de que "o dinheiro ruim expulsa o dinheiro bom", que mais tarde veio a ser referido como Lei de Gresham, em homenagem a um descritor posterior, Sir Thomas Gresham. Este fenômeno já havia sido observado anteriormente por Nicole Oresme, mas Copérnico o redescobriu de forma independente. A Lei de Gresham ainda é conhecida na Polónia e na Europa Central e Oriental como a Lei Copernicus-Gresham.
No mesmo trabalho, Copérnico também formulou uma versão inicial da teoria quantitativa do dinheiro, ou a relação entre um estoque de dinheiro, sua velocidade, seu nível de preços e a produção de uma economia. Como muitos economistas clássicos posteriores dos séculos XVIII e XIX, ele concentrou-se na ligação entre o aumento da oferta monetária e a inflação.
A "ratio Monetae cudendae" também estabelece uma distinção entre o valor de uso e o valor de troca das mercadorias, antecipando em cerca de 250 anos a utilização destes conceitos por Adam Smith - embora também tenha tido antecedentes em escritores anteriores, incluindo Aristóteles.
O ensaio de Copérnico foi republicado em 1816 na capital polonesa, Varsóvia, como Dissertatio de optima monetae cudendae ratione (Dissertação sobre a Cunhagem Ideal de Moedas), das quais poucas cópias sobreviveram.

### Diário
- GIGLIOTTI, JOSEPH (2009). «The Role of High Inflation in the Decline of Sixteenth Century Poland-Lithuania's Economy». The Polish Review. 54 (1): 61–76. ISSN 0032-2970. JSTOR 25779788